# 1508 w sztukach plastycznych

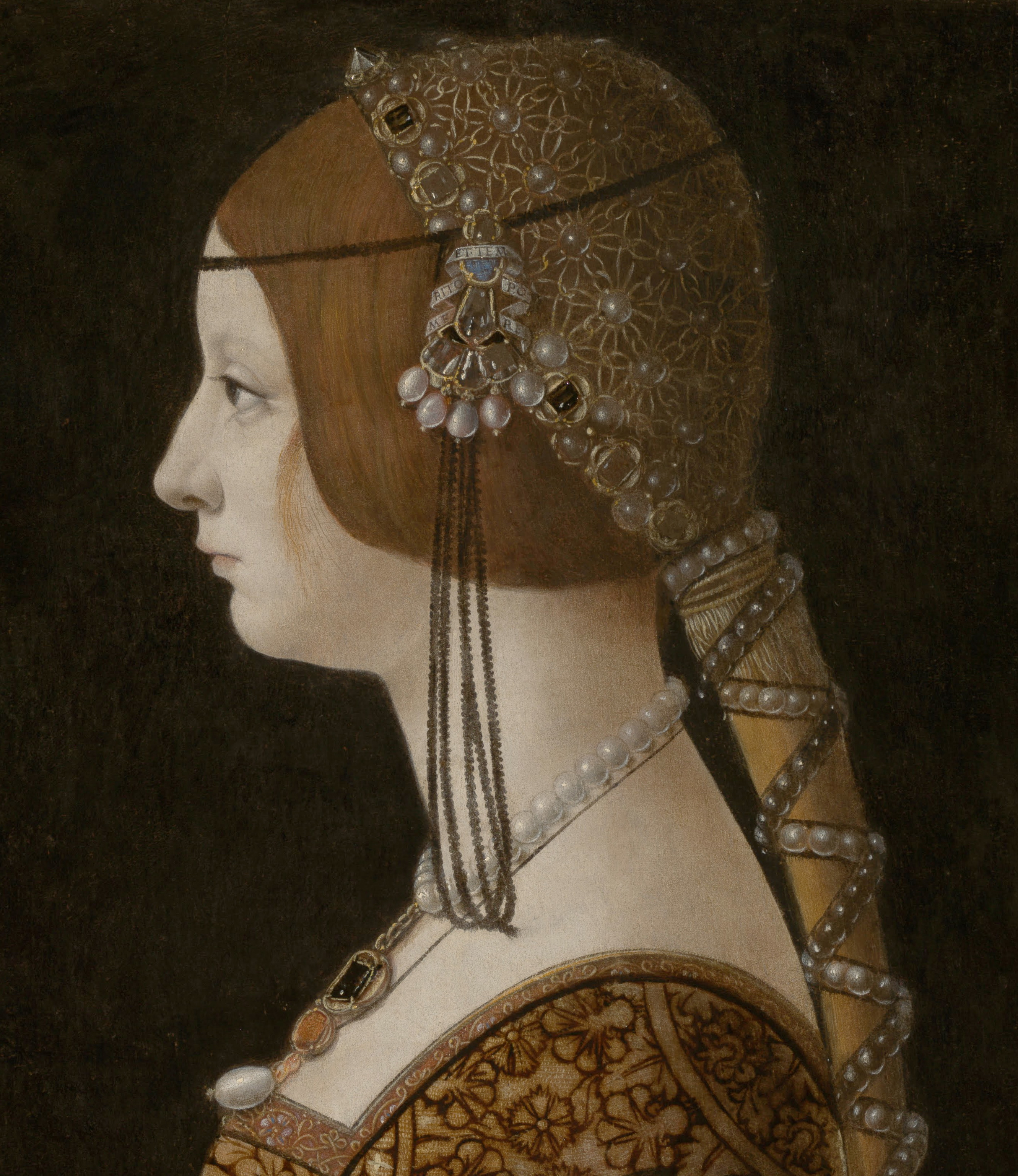
Giovanni Ambrogio de Predis, Portret Blanki Marii Sforzy

Wydarzenia w sztukach plastycznych i wizualnych w 1508 roku.

## Nowe dzieła
- Albrecht Dürer, Męczeństwo dziesięciu tysięcy[1]

## Urodzili się
- Giovanni Bernardo Lama, włoski malarz[2].
- Antonio da Trento, włoski rytownik[3].

## Zmarli
- Ambrogio de Predis, włoski malarz[4].
- Wu Wei, chiński malarz z epoki dynastii Ming[5].